# Donja Lisina
Donja Lisina (Servisch cyrillisch Доња Лисина) is een plaats in de Servische gemeente Bosilegrad. De plaats telt 316 inwoners (2002).